# Бои за Золотую горку
Бои за Золотую горку (высоту 72,9) — эпизод обороны Сморгони в ходе Первой мировой войны на Восточном фронте.
Высота располагалась к северу от Сморгони (теперь в черте города в конце улицы Каминского). Название «Золотая горка» получила за большое количество погибших.
Согласно воспоминаниям бойца 258-го Кишинёвского полка М. Р. Мамонтова, именно после боёв за высоту 72,9 возникла известная поговорка «Кто под Сморгонью не бывал, тот войны не видал».

## Ситуация
4 июня 1916 года Юго-Западный фронт Алексея Брусилова начал в Галиции успешное наступление. Развивая этот успех вспомогательными действиями, Западный фронт Алексея Эверта должен был нанести главный удар на участке усиленной 10-й армии в районе Сморгонь — Крево. Узнав о переброске сюда девяти дивизий противника, командующий не решился отдать приказ о наступлении. Было решено наступать на Барановичи. У Сморгони ограничились демонстративными действиями. В ответ немцы сами начали активные действия против русских войск. По данным российской разведки, немцы готовились осуществить на сморгонском направлении газовую атаку. 2 июля германские войска начали обстрел позиций противника, в том числе снарядами с отравляющими веществами. Далее последовала атака пехоты. Однако русские отразили наступление противника.

## Подготовка
Бои в районе высоты велись с осени 1915-го. Здесь немцы установили свою артиллерийскую батарею, которая обстреливала весь ближний тыл противника. Для немецких наблюдателей, засевших в бетонном доте на высоте, любое перемещение русских было как на ладони.
Подготовка штурма высоты велась под руководством начальника штаба дивизии подполковника Михаила Дроздовского, в будущем одного из организаторов и руководителей Белого движения.
За месяц до штурма под руководством офицеров 52-го сапёрного батальона была начата прокладка минной галереи от передовых русских окопов через нейтральную полосу под немецкими траншеями до германской батареи. Одна группа солдат по ходам сообщения скрытно выносили мешки с землёй в тыл на 400—500 шагов, где её ссыпали и маскировали. Другая группа из ближайшего леса также скрытно по ходам сообщения подносила брёвна для укрепления галереи. По готовности под землю было заложено два вагона бризантной взрывчатки, доставленной из Залесья.
Основную работу проделала 2-я сапёрная рота штабс-капитана Алексеева с 13 (26) апреля по 19 июня (2 июля) 1916 года. Солдаты действовали в чрезвычайно тяжёлых условиях, затрудняли ведение галерей большое количество водоносных жил и песчаная почва. Однажды при обстреле российских позиций тяжёлыми снарядами произошёл обвал, которым завалило смену сапёров, однако их удалось спасти. В конце концов была подготовлена галерея длиной в 70 саженей, с двумя боковыми ответвлениями в 30 и 29 саженей.

## Ход боёв
Сапёры заложили в каждую подготовленую галерею заряды в 500 пудов пороха каждый. Ровно в 21:45 19 июня (2 июля) 1916 года происходит первый, а за ним остальные два подрыва. Взрывами образованы три воронки и уничтожена проволочная загородка, разрушены блиндажи, первая и вторая линия окопов противника. Поскольку в момент подрыва ветер дул в сторону российских войск, то их позиции оказались частично завалены землёй.
3 июля в 7 часов утра 255-й Аккерманский и 258-й Кишинёвский пехотные полки начали штурм высоты 72,9 на северной окраине Сморгони — в поддержку начавшегося наступления одиннадцати дивизий на Барановичи. В день атаки с рассветом германские части увидели напротив высоты свежевыросший «лесок» — артиллерия поддержки пехоты была скрыта под срубленными и установленными в ямы деревьями. Прямо в окопах разместились морские двухдюймовки расчёты моряков, а штурмовые группы заняли окопы боевого охранения. Все эти силы были задействованы при штурме.
После обстрела 412 орудий в атаку перешёл 255-й пехотный Аккерманский полк, ворвавшись в первую линию немецких окопов. Было захвачено 98 пленных и четыре пулемёта. Через час боя бойцы и подошедшие на помощь 258-й пехотный Кишинёвский полк заняли вторую немецкую линию и саму Золотую горку. В течение первых четырёх часов российскими войсками было отбито несколько контратак противника. На протяжении ночи велись бои между второй и третьей линией германских окопов. Как писал историк Владимир Лигута, «в наказание за газы пленных не брали. Перекололи всех».
После смены, из-за больших потерь, Аккерманского Елизаветградским полком атаки на высоту повторяются. В последующие три дня борьбу за позицию у высоты 72,9 продолжают бойцы Перекопского полка, сменившие Елизаветградский полк.
В течение двух суток немцы контратаковали. Им удалось отрезать и окружить Кишинёвский полк. Однако ночью, перейдя в штыковую атаку, бойцы вырвались из окружения. Этой же ночью из резерва Верховного Главнокомандования прибыл лейб-гвардии Гренадёрский полк. До утра гвардейцы поправляли окопы и блиндажи, разбитые германской артиллерией. Немцы же к утру перебросили к Золотой горке баллоны и рано утром пустили газ. Гренадёры без паники подготовились к бою, но немецкая пехота в контратаку не пошла. 23 июня (6 июля) 1916 года в 21:30 роты перекопцев по приказу начальника дивизии отошли к своим окопам и заняли прежнее положение.
В ходе штурма высоты русские израсходовали 603 тысячи винтовочных и 100 тысяч пулемётных патронов. Из числа участвующих в атаке 60 офицеров Аккерманского полка, выбыли из строя 28 человек. Среди нижних чинов потери составили 513 убитыми, 655 ранеными, 48 контужеными, 19 пропавшими, 6 отравленными газами.
В ходе боёв отличились штабс-капитан А. Худенко и подпоручик Д. Филонович. Оба награждены орденом Святого Георгия 4 степени.

## Память
В советское время история Первой мировой войны была непопулярна, а жителей Сморгони уже ничего не связывало с военными событиями (как писал журналист Николай Черкашин, чьё детство прошло в Сморгони, «мы, мальчишки, играли в войну на этой самой Золотой горке, ничего не ведая о той войне, которая полыхала здесь на самом деле»). Тогда Золотая горка стала постепенно превращаться в обычную городскую свалку.
Возродить память о боях на высоте, как и о битве за Сморгонь, решилась небольшая группа энтузиастов «Сморгонь фронтовая» под руководством Игоря Павлова. Был убран весь строительный и бытовой мусор из траншей на Золотой горке. Только чтобы очистить воронку на месте высоты, которую занимали немецкие артиллеристы, пришлось вывезти восемь лесовозов бурелома, который скопился за столетие. Однако местные власти выписали энтузиастам штраф в 15 тысяч долларов за повреждение лесного покрова. Лишь благодаря вмешательству чиновников из Минска вопрос со штрафом был закрыт. После «Сморгонь фронтовая» стала организовывать экскурсии для туристов на Золотую горку.